# Summer in the City: Live in New York
Summer in the City: Live in New York è un album del cantante e musicista inglese Joe Jackson registrato dal vivo a New York City nell'agosto del 1999 e pubblicato nell'anno successivo.

## Tracce
1. Summer in the City – 01:46
2. Obvious Song – 04:24
3. Another World – 05:02
4. Fools in Love / For Your Love – 06:36
5. Mood Indigo – 04:24
6. The in Crowd / Down to London– 07:25
7. Eleanor Rigby – 03:12
8. Be My Number Two – 03:22
9. Home Town – 03:58
10. It's Different for Girl – 04:01
11. King of the World – 03:45
12. Yoy Can't Get What Yoy Want  - 3:30
13. One More Time - 03:34

## Formazione
- Joe Jackson – voce e tastiere
- Graham Maby – basso elettrico
- Gary Burke – batteria, percussioni